# Spielvergnügungsteuer
Die Spielvergnügungsteuer ist eine Gemeindesteuer, die in der Freien und Hansestadt Hamburg erhoben wird.

## Geschichte
Hamburg hat am 29. September 2005 mit Wirkung ab 1. Oktober 2005 ein neues Spielvergnügungsteuergesetz verabschiedet. Bei dieser Vergnügungsteuer handelt es sich um eine kommunale Aufwandsteuer/Gemeindesteuer. Besteuert wird der Aufwand des Spielers für sein Spielvergnügen – bei Spielgeräten mit Gewinnmöglichkeit in Höhe von 10 % seines Spieleinsatzes, bei Spielgeräten ohne Gewinnmöglichkeit wird nach Spielort unterschieden, in der Regel 50 oder 80 EUR pro Spielgerät und Monat. Die Steuer ist jeweils vom Spielgeräteaufsteller zu entrichten. Die Gründe für die Einführung der Spielvergnügungsteuer bzw. die Ablösung des früheren Spielgerätesteuergesetzes waren:
- Das Finanzgericht Hamburg hatte entschieden, dass es die Besteuerung auf der Grundlage des bisherigen Spielgerätesteuergesetzes für verfassungswidrig hielt. Problematisch ist danach die pauschale Besteuerung pro Spielgerät mit Gewinnmöglichkeit als Abbild des Aufwandes eines Spielers – unabhängig davon wie hoch die Spielereinsätze an den einzelnen Geräten tatsächlich sind. Bereits entschieden hat das Bundesverwaltungsgericht, das sich mit Vergnügungsteuersatzungen anderer Städte zu der gleichen Problematik befasst hat. Fazit: Der rechtliche Bestand des Spielgerätesteuergesetzes und die sich daraus ergebenden Haushaltseinnahmen waren nicht mehr gesichert. Die steuerliche Bemessungsgrundlage – die „Zahl der Geräte“ – musste auf den „Aufwand des Spielers“, also auf den Geldeinwurf am Spielgerät, umgestellt werden. Denn nur der Einsatz des Spielers bildet dessen Aufwand für sein Spielvergnügungen wirklich ab.
- Ferner wird mit dem Gesetz ein drohender Umsatzsteuerausfall aufgefangen. Es ist davon auszugehen, dass die Umsätze aus Spielgeräten mit Gewinnmöglichkeit nach jüngster Rechtsprechung des Europäischen Gerichtshofes und des Bundesfinanzhofes nicht der Umsatzsteuer unterliegen.
- Das bis 30. September 2005 geltende Spielgerätesteuergesetz regelte ausschließlich die Besteuerung des Aufwands des Spielers an Spiel- und Unterhaltungsgeräten mit Gewinnmöglichkeit. In Anbetracht sinkender Steuereinnahmen hatte der Hamburger Senat eine Ausweitung der Besteuerung auch auf Spiele ohne Gewinnmöglichkeit vorgesehen, die mit dem neuen Spielvergnügungsteuergesetz umgesetzt wurde. Zu einer Steigerung des Steueraufkommens kommt es künftig durch die zusätzliche Besteuerung des Aufwandes für das Spielvergnügen an ausgewählten Spiel- und Unterhaltungsgeräten ohne Gewinnmöglichkeit, wie zum Beispiel Flipper oder Bildschirmspielgeräte. Mit dieser erweiterten Regelung gleicht sich Hamburg vergleichbaren Vergnügungsteuersatzungen anderer Städte an, die bereits seit längerem und regelmäßig auch den Spieleraufwand an Geräten ohne Gewinnmöglichkeit besteuern. Hinsichtlich der Geräte wurde für die künftige Besteuerung eine vergleichsweise enge Auswahl getroffen. Die Nutzung von so genannten Sportspielgeräten wie Billard, Dart oder Tischfußball unterliegt weiterhin nicht der Besteuerung.
- Durch die neue Spielvergnügungsteuer wurde gleichzeitig den veränderten Marktbedingungen im Bereich des gewerblichen Spiels, insbesondere der Entwicklung der allgemeinen wirtschaftlichen Lage, der technischen Neu- und Weiterentwicklung bei Spielgeräten und dem veränderten Spielerverhalten Rechnung getragen. Die Steuer wird beim Aufsteller der Spielgeräte erhoben und ist aus dessen Erträgen zu zahlen. Jedoch stellen die vergleichsweise enge Auswahl der zu besteuernden Vergnügen und die moderaten Steuersätze sicher, dass die Steuer für den Aufsteller im Rahmen seines Unternehmens keine „erdrosselnde“ Wirkung hat.
- Das Hamburgische Spielvergnügungsteuergesetz soll auch einen Beitrag zur Verbesserung des Schutzes vor pathologischem Spiel (Spielsucht) leisten. Durch eine entsprechende Abstufung der Steuerlast bis hin zum Verzicht auf die Besteuerung von wenig bis gar nicht suchtgefährdenden bzw. suchtfördernden Spielen bzw. Aufstellorten wird eine weniger suchtgefährdende Angebotsstruktur im Bereich des gewerblichen Spiels angestrebt. Zugleich werden aus den jährlich erwarteten Einnahmen in Höhe von rund 15 Mio. EUR für den Hamburger Haushalt jährlich 50.000 EUR zur Bekämpfung der Spielsucht für die Behörde für Wissenschaft und Gesundheit bereitgestellt.

## Verfassungsrechtliche Streitigkeiten
Mit Beschluss vom 4. Februar 2009 entschied das Bundesverfassungsgericht, dass eine Besteuerung nach Stückzahl und Aufstellungsort der Automaten dem Grundgesetz widerspricht. Die Hamburgische Bürgerschaft beschloss daraufhin eine Gesetzesänderung, die einen Steuersatz von 5 Prozent vom Einspielumsatz vorsieht.
Die Hamburgische Spielvergnügungssteuer als Spieleinsatzsteuer stand deshalb erneut auf dem juristischen Prüfstand. Nachdem das Finanzgericht Hamburg im August 2014 die Klage eines Betreibers gegen die Steuer abgewiesen und die Revision nicht zugelassen hatte, gab der Bundesfinanzhof mit der dagegen gerichteten Nichtzulassungsbeschwerde des Klägers statt und ließ die Revision zu. Er entschied im Februar 2018, dass das geänderte Hamburgische Spielvergnügungsteuergesetz mit dem Grundgesetz und dem EU-Recht vereinbar ist und die Steuer unter den geänderten Voraussetzungen erhoben werden darf.